# Divergència ultraviolada
En física teòrica, una divergència ultraviolada és una situació on una integral, que apareix per exemple en el càlcul d'un diagrama de Feynman, divergeix a causa de contribucions d'objectes d'energia molt alta (apropant-se a l'infinit), o de forma equivalent, a causa de fenòmens físics a distàncies molt curtes. Les divergències ultraviolades (UV) estan sovint relacionades amb efectes no-físics que poden ser resolts matemàticament mitjançant tècniques de regularització i renormalització. Si no poden ser eliminades, la teoria no és ben definida pertorbativament a distàncies molt curtes.
El nom prové de l'exemple més antic d'una divergència similar, la "catàstrofe ultraviolada" que afectava la descripció matemàtica de la radiació de cos negre. En el model antic de la teoria de la radiació (llum, aleshores), la quantitat de l'energia alliberada a qualsevol longitud d'ona hauria d'augmentar a mesura que aquesta decreixia —és a dir, un cos negre hauria d'emetre molta més llum ultraviolada que infraroja. Les mesures mostraven el contrari i la majoria d'energia era emesa en longituds d'ona entre els dos extrems, confirmant que la mecànica clàssica no descrivia el fenomen correctament. Aquest problema va portar al desenvolupament de la mecànica quàntica.
L'èxit de la resolució de la catàstrofe ultraviolada original va portar al desenvolupament de tècniques que són àmpliament utilitzades en física moderna. Un problema similar en teoria quàntica de camps aplicada a l'electromagnetisme fou solucionat mitjançant l'ús de grups de renormalització tot portant a la creació exitosa de l'electrodinàmica quàntica (QED). Tècniques similars han permès desenvolupar el model estàndard modern de física de partícules. Les divergències ultraviolades són un procés clau en l'exploració de noves teories físiques, com la supersimetria.
Una resolució exitosa d'una divergència ultraviolada d'una teoria sovint és coneguda com a "completesa ultraviolada".